# Токсук-Бей (Аляска)
Токсук-Бей (англ. Toksook Bay, центр. юпик Nunakauyaq) — город в зоне переписи населения Бетел, штат Аляска, США. Население по данным переписи 2010 года составляет 590 человек.

## География

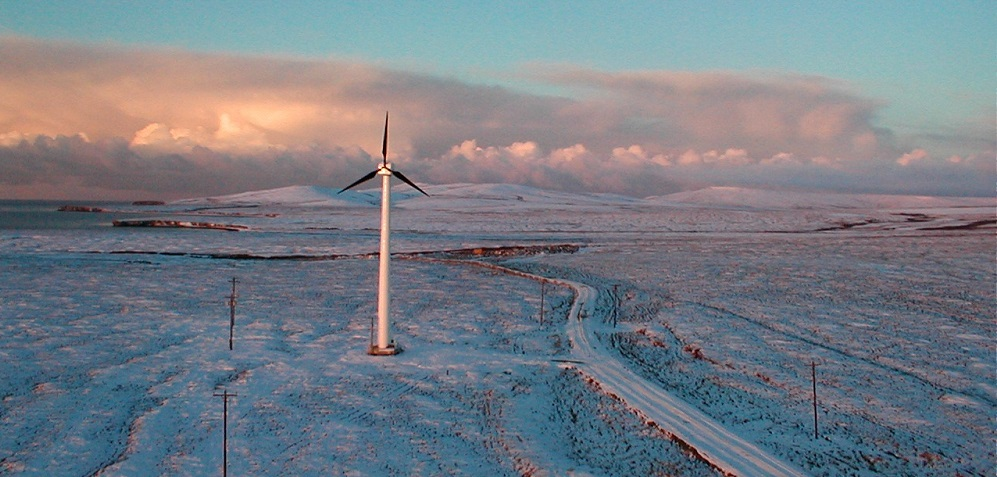
Ветряная электростанция в Токсук-Бей

Город расположен на острове Нельсон, на берегу Берингова моря, примерно в 25 км к западу от города Найтмьют. Площадь города составляет 191,7 км².

## История
Токсук-Бей был основан в 1964 году жителями близлежащего городка Найтмьют. Город был инкорпорирован 4 апреля 1972 года. Местная экономика основана на рыболовстве и других формах натурального хозяйства.

## Население
По данным переписи 2000 года, население города составляло 532 человека. Расовый состав: коренные американцы — 94,36 %; белые — 2,44 % и представители двух и более рас — 3,20 %.
Из 106 домашних хозяйств в 68,9 % — воспитывали детей в возрасте до 18 лет, 65,1 % представляли собой совместно проживающие супружеские пары, в 12,3 % семей женщины проживали без мужей, 11,3 % не имели семьи. 10,4 % от общего числа семей на момент переписи жили самостоятельно, при этом 0,9 % составили одинокие пожилые люди в возрасте 65 лет и старше. В среднем домашнее хозяйство ведут 5,02 человек, а средний размер семьи — 5,45 человек.
Доля лиц в возрасте младше 18 лет — 44,0 %; лиц в возрасте от 18 до 24 лет — 9,8 %; от 25 до 44 лет — 27,4 %; от 45 до 64 лет — 14,1 % и лиц старше 65 лет — 4,7 %. Средний возраст населения — 22 года. На каждые 100 женщин приходится 118,0 мужчин; на каждые 100 женщин в возрасте старше 18 лет — 124,1 мужчин.
Средний доход на совместное хозяйство — $30 208; средний доход на семью — $32 188. Средний доход на душу населения — $8761. Около 26,9 % семей и 27,3 % населения живут за чертой бедности, включая 37,4 % лиц в возрасте младше 18 лет и 28,6 % лиц старше 65 лет.
Динамика численности населения города по годам:
| 1970 | 1980 | 1990 | 2000 | 2010 |
| ---- | ---- | ---- | ---- | ---- |
| 257  | 333  | 420  | 532  | 590  |